# Lydia Schouten

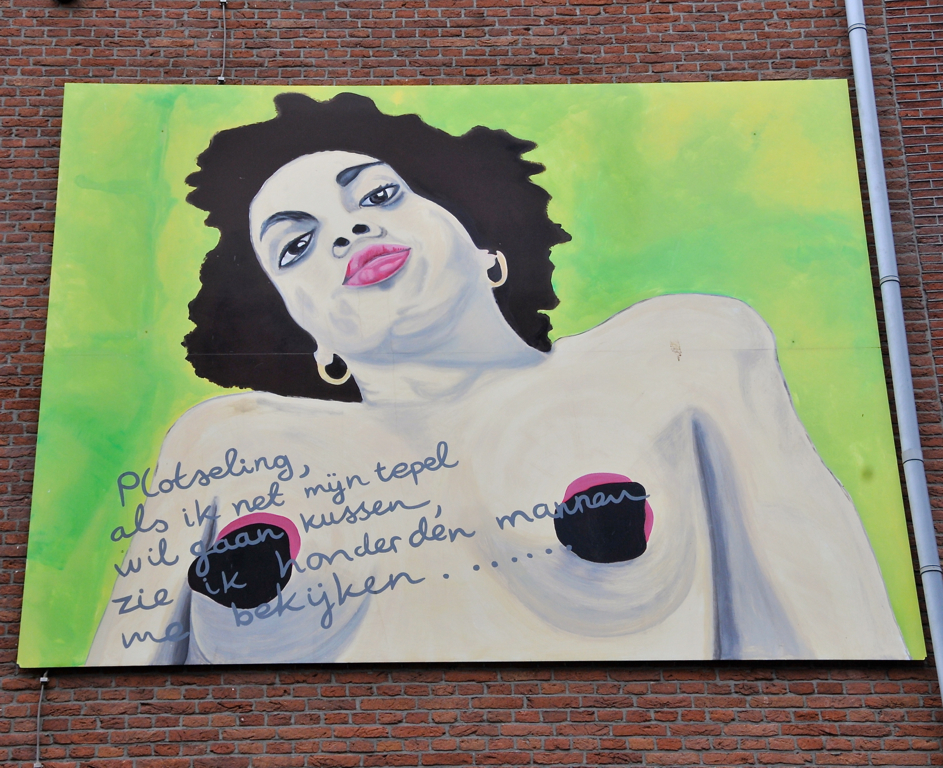
Mural de Lydia Schouten, a Keileweg a Rotterdam, 2002-2005

Lydia Schouten (Leiden, Països Baixos, 1948) és una artista d'acció i videoartista neerlandesa de reconegut prestigi internacional.

## Trajectòria artística
L'obra de Schouten, que va estudiar a l'Acadèmia Lliure d'Arts Visuals de la Haia i al Departament d'Escultura de l'Acadèmia d'Arts Visuals de Rotterdam, es pot dividir en tres períodes. El primer període, del 1978 al 1981, constitueix una primera exploració de l'art de la performance; en el segon, del 1981 al 1988, Schouten treballa sobretot amb el vídeo i altres mitjans audiovisuals, i, a partir del 1988, comença un període en el qual mostra un interès creixent per les possibilitats que ofereix la instal·lació. Al començament de la seva carrera va criticar el paper de les dones tradicionals i la representació de les dones com a objectes sexuals. Més recentment, el seu treball considera temes com la solitud, el sexe i la violència. Així, en la seva obra hi podem trobar certs elements temàtics recurrents, com ara la feminitat, la violència, la isolació i la relació entre la comunicació de masses, el sexe i la pornografia. Ha exposat a museus com el Centre Nacional d'Art i Cultura Georges Pompidou de París, Museu d'Art Modern de Nova York (MoMA) i el Museu Metropolità de Fotografia de Tòquio. El seu treball sovint suposa una mirada crítica sobre el lloc deixat a les dones en la societat o sobre la manera de representar les dones. La seva obra ha estat presentada en exposicions internacionals i ha estat la seu de residències artístiques a diversos països. Va rebre el premi Maaskant de la ciutat de Rotterdam el 1975. Des del 2004, viu a Amsterdam. La seva obra ha estat exposada internacionalment i ha estat artista resident en diversos països.

## Reconeixements
El 1975 va rebre el premi Maaskant de la ciutat de Rotterdam.